# Калум Стар
«Калум Стар» (фр. AS Kaloum Star) — гвинейский футбольный клуб из города Конакри (столица Гвинеи). Выступает в чемпионате Гвинеи. Домашним стадионом служит «Стад де ла Миссия» вместимостью 3 тысяч зрителей. Команда играет в жёлтой форме с зелеными краями.

## История
Клуб основан в 1963 году. Первоначально команда играла под названием Конакри I, а затем сменила название на «Калум Стар». Впервые успеха в чемпионате Гвинеи «Калум Стар» добился в 1980 году. В общей сложности клуб имеет в своём активе 11 побед, завоевав свой последний трофей в сезоне 2013/14. В Кубке Гвинеи команда добыла 13 трофеев, а в Суперкубке Гвинеи — 1 трофей.
В 1974 году команда провела товарищеский матч против московского «Спартака», закончившийся победой советской команды со счётом 4:2. На международном уровне в 1977 году «Калум Стар» дошёл до финала Западноафриканского клубного чемпионата, где уступил ивуарийскому «Стад Абиджан». В 1981 году гвинейцы стали победителем Кубка солидарности в Абиджане, обыграв в решающем матче «Африку Спорт» (2:1). Следующий подобный успех команда имела в 1995 году, когда вышла в финал Кубка КАФ, но проиграла там «Этуаль дю Сахелю» из Туниса.
С 2023 года президентом клуба является Башир Камара, одновременно занимающий пост генерального секретаря Министерства горнодобывающей промышленности и геологии Гвинеи.

## Достижения
- Чемпион Гвинеи (11): 1965, 1969, 1970, 1980, 1981, 1984, 1987, 1993, 1995, 1996, 1998, 2007, 2014
- Обладатель Кубка Гвинеи (7): 1985, 1997, 1998, 2001, 2005, 2007, 2015
- Обладатель Суперкубка Гвинеи: 2015

## Последние результаты
| Сезон   | Див. | Место | Кубок      |         | Сезон | Див. | Место       | Кубок |
| ------- | ---- | ----- | ---------- | ------- | ----- | ---- | ----------- | ----- |
| 2005    | I    | 3     | Победитель | 2014/15 | I     | 2    | Победитель  |       |
| 2006    | I    | 2     | 1/8 финала | 2015/16 | I     | 2    | Финалист    |       |
| 2007    | I    | 1     | Победитель | 2016/17 | I     | 9    | 1/4 финала  |       |
| 2008    | I    | 14    |            | 2017/18 | I     | 4    | 1/8 финала  |       |
| 2008/09 | II   | 1     | 1/2 финала | 2018/19 | I     | 6    | 1/16 финала |       |
| 2009/10 | I    | 12    | 1/4 финала | 2019/20 | I     | 3    |             |       |
| 2010/11 | II   | 2     | 1/4 финала | 2020/21 | I     | 7    |             |       |
| 2011/12 | I    | 4     | 1/4 финала | 2021/22 | I     | 8    |             |       |
| 2012/13 | I    | 3     | 1/2 финала | 2022/23 | I     | 10   | 1/8 финала  |       |
| 2013/14 | I    | 1     | 1/4 финала | 2023/24 | I     | 4    |             |       |

## Континентальные турниры
Статистика по данным сайта playmakerstats.com
| Турнир                       | М  | В  | Н  | П  | РМ    |
| ---------------------------- | -- | -- | -- | -- | ----- |
| Лига чемпионов КАФ           | 46 | 15 | 14 | 17 | 53-61 |
| Кубок обладателей кубков КАФ | 12 | 3  | 3  | 6  | 16-17 |
| Кубок КАФ                    | 14 | 5  | 5  | 4  | 13-14 |
| Кубок Конфедерации КАФ       | 10 | 2  | 2  | 6  | 5-19  |